# Skrillex and Diplo Presents Jack Ü
Skrillex and Diplo Present Jack Ü  é o álbum de estúdio de estréia da dupla americana de DJ's Jack Ü,formada por Skrillex e Diplo. Foi lançado em 27 de fevereiro de 2015 pelas gravadoras OWSLA do próprio Skrillex e na Mad Decent do Diplo. O álbum apresenta colaborações com uma série de artistas, incluindo Kiesza, AlunaGeorge, 2 Chainz, Missy Elliott e Justin Bieber. O álbum produziu o single "Where Are Ü Now", internacionalmente bem sucedido, em colaboração com Justin Bieber.
Em 2016 o álbum ganhou o Grammy Award pelo melhor álbum de música eletrônica  e "Where Are Ü Now" ganhou o Grammy Award pela melhor Gravação de música eletrônica no 58 Grammy Awards Anuais.

## Surgimento
A primeira faixa a emergir da dupla foi "Take Ü There" com a cantora canadense Kiesza. Em uma entrevista com o Zane Lowe da BBC Radio 1, Skrillex explicou que a criação desta música tinha um processo único, ele e Diplo estavam preparados para assistir a um show em Ibiza quando viram a cantora pop canadense Kiesza que se apresentava na frente deles. 
Impressionados com o seu canto, pediram-lhe que fizesse os vocais para uma música. Eles a gravaram no quarto do hotel e terminaram a música em uma noite. Durante um set no Camp Question Mark do festival Burning Man, a dupla tocou "Take Ü There", juntamente com uma faixa inédita intitulada "To Ü", do eletro E futuros gêneros de graves, com vocais da AlunaGeorge. Tocaram também "Beat Steady Knockin '", que apresenta vocais dos artistas do salto de Nova Orleans, Fly Boi Keno. Mais tarde, foi retitulado "Beats Knockin" para o lançamento do álbum.

## Singles
"Take Ü There" com Kiesza foi lançado como single do álbum em 4 de outubro de 2014, atingindo o número dezesseis no UK Dance Chart. (uma companhia que mede a repercusão de singles no Reino Unido).
"Where Are Ü Now" foi lançado como o segundo single oficial simultaneamente com o álbum em 27 de fevereiro de 2015. A música é uma colaboração com o músico canadense Justin Bieber. A faixa atingiu o número 8 no Billboard Hot 100 e o número 3 no UK Singles Chart, tornando-se o maior sucesso da dupla em ambos os gráficos até agora. Além disso, a música alcançou o número três na Austrália, atualmente o pico mais alto do mundo. A música foi extremamente bem-sucedida em toda a Europa, atingiu os dez primeiros na Suécia e na Finlândia, bem como nos vinte e cinco na Noruega, República Tcheca, Dinamarca e Eslováquia. Ele também foi traçado no país natal de Bieber, atingindo o número 6. 
Embora não tenha sido lançado como single oficial, "To Ü" foi adicionado à C-Playlist da BBC Radio 1Xtra em 23 de março de 2015. 

## Critica
O álbum recebeu críticas positivas de críticos de música. No Metacritic, que dá uma classificação de 100 para os álbuns criticados, o álbum recebeu uma pontuação de 70 com base em um número de 8 comentários, o que diz que eles eram "opiniões geralmente favoráveis". Além disso, na Rolling Stone, que dá uma classificação de 5 estrelas para os álbuns criticados, o álbum recebeu do crítico 3.5 de 5 estrelas, o que sugere um sucesso altamente moderado.

## Performance comercial
Uma vez que o álbum foi lançado ao público, ele entrou no quadro da Billboard 200, estreando no número 26, vendendo 14 mil cópias arredondadas na primeira semana de lançamento. Em 22 de junho de 2016, o álbum foi certificado de ouro pela Recording Industry Association of America (RIAA), para vendas de álbuns combinados, áudio sob demanda, fluxos de vídeo, vendas equivalentes de trilha de 500.000.

## Lista de faixas
| Número                 | Título da faixa                                   | Autores | Duração (minutos) |
| ---------------------- | ------------------------------------------------- | --- | ----------------- |
| 1.                     | "Don't Do Drugs Just Take Some Jack Ü (Intro)"    | - Sonny Moore - Thomas Pentz                                                                                    | 2:05              |
| 2.                     | "Beats Knockin" (featuring Fly Boi Keno)          | - Kenneth J. Hurst Jr. - Moore - Pentz                                                                          | 2:53              |
| 3.                     | "Take Ü There" (featuring Kiesza)                 | - Henry Walter - Kiesa Rae Ellestad - Lukasz Gottwald - Moore - Pentz                                           | 3:30              |
| 4.                     | "Febreze" (featuring 2 Chainz)                    | - Moore - Tauheed Epps - Pentz                                                                                  | 3:34              |
| 5.                     | "To Ü" (featuring AlunaGeorge)                    | - Aluna Francis - George Reid - Moore - Pentz                                                                   | 3:57              |
| 6.                     | "Jungle Bae" (featuring Bunji Garlin and X Prime) | - Andrew Bisnaught - Huguet Guilliaume - Ian Alvarez - Jeremy Fossy - Kavudi Elie - Kenry Fossy - Moore - Pentz | 3:28              |
| 7.                     | "Mind" (featuring Kai)                            | - Alessia De Gasperis Brigante - Yonatan Ayal - Moore - Pentz                                                   | 4:02              |
| 8.                     | "Holla Out" (featuring Snails and Taranchyla)     | - Ashante "Taranchyla" Reid - Frédérik "Snails" Durand - Moore - Pentz                                          | 4:16              |
| 9.                     | "Where Are Ü Now" (with Justin Bieber)            | - Justin Bieber - Jason Boyd - Jordan Ware - Karl Rubin - Moore - Pentz                                         | 4:10              |
| Duração total do álbum | Duração total do álbum                            | 31:55 (minutos)                                                                                                 | 31:55 (minutos)   |

## Paradas e certificações
| (2015)                                     | Posição |
| ------------------------------------------ | ------- |
| Australian Albums (ARIA)                   | 12      |
| Australian Dance Albums (ARIA)             | 1       |
| Belgium Albums (Ultratop Flanders)         | 78      |
| Canadian Albums (Billboard)                | 23      |
| Danish Albums (Hitlisten)                  | 10      |
| Dutch Albums (MegaCharts)                  | 83      |
| Finnish Albums (Suomen virallinen lista)   | 33      |
| Hungarian Albums (MAHASZ)                  | 25      |
| New Zealand Albums (Recorded Music NZ)     | 15      |
| Norwegian Albums (VG-lista)                | 11      |
| Swedish Albums (Sverigetopplistan)         | 21      |
| UK Albums (OCC)                            | 131     |
| UK Dance Albums (OCC)                      | 12      |
| US Billboard 200                           | 26      |
| US Top Dance/Electronic Albums (Billboard) | 1       |

| (2015)                                     | Posiçaõ |
| ------------------------------------------ | ------- |
| US Billboard 200                           | 64      |
| US Top Dance/Electronic Albums (Billboard) | 5       |

| Region                                                                                               | Certificação | Certified units/Sales |
| --- | ------------ | --------------------- |
| Denmark (IFPI Denmark)                                                                               | Ouro         | 10,000^               |
| Estados Unidos (RIAA)                                                                                | Ouro         | 500,000               |
| ^shipments figures based on certification alone sales+streaming figures based on certification alone |              |                       |

## Lançamento
| Country       | Date                    | Format           | Label                           | Ref. |
| ------------- | ----------------------- | ---------------- | ------------------------------- | ---- |
| Mundo inteiro | 25 de fevereiro de 2015 | Digital download | - Atlantic - Mad Decent - OWSLA |      |
| Mundo inteiro | 2 de junho de 2015      | - CD - LP        | - Atlantic - Mad Decent - OWSLA |      |